# Alicia McCormack
Alicia McCormack (Sydney, 7 giugno 1983) è una pallanuotista australiana, vincitrice di una medaglia di bronzo ai giochi olimpici di Pechino 2008.